# Avengers: Age of Ultron
Avengers: Age of Ultron (bra: Vingadores: Era de Ultron; prt: Vingadores: A Era de Ultron) é um filme de super-herói estadunidense de 2015 baseado na equipe Os Vingadores, da Marvel Comics, produzido pela Marvel Studios e distribuído pela Walt Disney Studios Motion Pictures, sendo a sequência de The Avengers, de 2012, e o décimo primeiro filme do Universo Cinematográfico Marvel. Escrito e dirigido por Joss Whedon, é estrelado por Robert Downey Jr., Chris Hemsworth, Mark Ruffalo, Chris Evans, Scarlett Johansson, Jeremy Renner, Don Cheadle, Aaron Taylor-Johnson, Elizabeth Olsen, Paul Bettany, Cobie Smulders, Anthony Mackie, Hayley Atwell, Idris Elba, Stellan Skarsgård, James Spader, Linda Cardellini, Thomas Kretschmann, Claudia Kim, Andy Serkis e Samuel L. Jackson.
A sequência da união dos heróis da Marvel foi anunciada em maio de 2012, após o lançamento muito bem sucedido do primeiro filme. Whedon está de volta ao projeto e em agosto de 2012, a data de lançamento foi definida. Em dezembro, Whedon havia completado o primeiro esboço do roteiro. A escolha do elenco começou em junho de 2013 com a renovação do contrato de Downey para mais dois filmes da saga.
A pré-estreia de Avengers: Age of Ultron ocorreu no dia 13 de abril de 2015 no Dolby Theatre, em Hollywood. Foi lançado no Brasil em 23 de abril de 2015, chegando em Portugal no dia 29 de abril de 2015. Estreou nos Estados Unidos em 1 de maio de 2015 nos formatos convencional, 3D e IMAX 3D. Recebeu críticas geralmente favoráveis, destacando-se as performances do elenco e as sequências de ação, apesar de alguns críticos apontarem que não tenha o mesmo charme e leveza do filme anterior. Com um orçamento estimado em 365,5 milhões de dólares, é a segunda produção mais cara da história do cinema após Pirates of the Caribbean: On Stranger Tides. Tornou-se um grande sucesso financeiro, arrecadando mais de 1,4 bilhão de dólares mundialmente, sendo a quarta maior bilheteria de 2015, atrás apenas de Star Wars: The Force Awakens, Jurassic World e Furious 7. Desde de seu lançamento, se tornou uma das maiores bilheterias da história do cinema.
Duas sequências, filmadas simultaneamente, intituladas Avengers: Infinity War e Avengers: Endgame, estrearam em 27 de abril de 2018 e 26 de abril de 2019, respectivamente.

## Enredo
Em Sokovia, os Vingadores - Capitão América, Homem de Ferro, Thor, Viúva Negra, Gavião Arqueiro e Hulk - invadem um posto avançado da Hidra liderado pelo Barão Wolfgang von Strucker, que tem feito experiências em humanos usando o cetro anteriormente utilizado por Loki. Eles encontram dois dos experimentos de Strucker - os gêmeos Maximoff: Pietro, que tem super velocidade, e Wanda, que possui telecinesia - e tentam capturá-los, enquanto Stark consegue recuperar o cetro de Loki.
Tony Stark e Bruce Banner descobrem uma inteligência artificial dentro da gema do cetro e, secretamente, usam-na para concluir o programa de defesa global de Stark, denominado Ultron. Inesperadamente Ultron desperta e ao refletir sobre sua missão, ele conclui que para se alcançar a paz é necessário destruir a raça humana. Ultron ataca, "destrói" J.A.R.V.I.S. e logo após ataca os Vingadores durante uma festa comemorando a vitória em sua torre. Ultron foge com o cetro para a base da Hidra, onde passa a utilizar os recursos da base de Strucker para evoluir para um corpo melhor e construir um exército de robôs. Ele recruta os gêmeos Maximoff, que possuem um rancor contra Stark por ser o responsável pelo míssil que matou os pais deles. Após Ultron matar Strucker, ele, Wanda e Pietro visitam um estaleiro sul-africano do traficante de armas Ulysses Klaw para obter Vibranium e, durante o encontro, Ultron decepa o braço de Klaw.
Os Vingadores chegam para o combate, mas Wanda passa a controlar os heróis com visões assombrosas, fazendo com que Banner se transforme em Hulk; isso força Stark a usar Verônica (Hulkbuster) para detê-lo. Em uma luta brutal eles destroem metade da cidade, até Stark conseguir deter Hulk. Ultron consegue fugir pois está conectado a internet, e por isso ele pode acessar qualquer dispositivo conectado à rede. As dúvidas, medos e alucinações que Wanda causou fazem os Vingadores procurar um refúgio; esse lugar é a fazenda de Barton, onde se encontram com a mulher de Barton, Laura, e os filhos deles. Thor se afasta da equipe para se encontrar com o Dr. Erik Selvig, desejando compreender o futuro apocalíptico que viu em sua alucinação. Percebendo uma atração entre eles, Romanoff e Banner planejam fugir juntos depois de lutar contra Ultron. Nick Fury chega e incentiva a equipe a formar um plano para parar Ultron. Em Seul, na Coreia do Sul, Ultron força a amiga de Banner, Dr.ª Helen Cho, a usar sua tecnologia de tecido sintético juntamente com a gema do cetro para criar o corpo perfeito para ele. Quando Ultron começa a fazer o upload para um novo corpo, Wanda chega e lê sua mente descobrindo, assim, o seu plano para a extinção humana. Os Maximoffs tentam desligar Ultron, sem sucesso. Com a ajuda dos gêmeos, Rogers, Romanoff e Barton caçam Ultron e recuperam o corpo sintético, mas Ultron captura Romanoff.
Os Vingadores lutam entre si quando Stark, secretamente, faz o upload de J.A.R.V.I.S. - que ainda está funcionando depois de se esconder dentro de Ultron na internet - no corpo sintético. Thor retorna para ajudar a ativar o corpo sintético com raios, explicando que era parte de sua "Visão" e que a gema é uma das seis Joias do Infinito, os objetos mais poderosos que existem no universo. Juntamente com Visão e os Maximoffs, os Vingadores chegam à Sokovia, onde Ultron usou o Vibranium para construir uma máquina que levanta grande parte da cidade em direção ao céu, com a intenção de lançá-la no chão para causar extinção global. Os Vingadores combatem o exército de Ultron e tentam atrasá-lo lutando contra hordas de robôs no local da máquina para nenhum dos robôs tocar nela. Wanda fica no posto para defender o dispositivo que ativa a parte final do plano de Ultron. Fury chega em um aero porta-aviões com Maria Hill, Máquina de Combate e os agentes da S.H.I.E.L.D. para ajudar na evacuação de civis, mas Pietro morre protegendo Barton dos disparos lançados por Ultron. Wanda percebe que seu irmão está morto e abandona seu posto para destruir o corpo principal de Ultron, permitindo, assim, que um de seus robôs ative sua máquina. Parte da cidade cai, mas Stark e Thor sobrecarregam a máquina e destroem a cidade em pedaços, enquanto Visão luta contra o último corpo restante de Ultron e o vence lançando um laser de sua Joia do Infinito, destruindo-o. Mais tarde, os Vingadores estabelecem uma nova base no norte do estado de Nova Iorque, dirigida por Fury, Hill, Cho e Selvig. Acreditando que a Joia da mente está segura com Visão, Thor retorna para Asgard na intenção de conhecer mais sobre as forças que ele suspeita terem manipulado os eventos recentes. Stark e Barton se retiram da equipe, enquanto Rogers e Romanoff formam os Novos Vingadores: Máquina de Combate, Wanda Maximoff, Visão e Sam Wilson.
Em uma cena no meio dos créditos, Thanos coloca a Manopla do Infinito, e insatisfeito com o fracasso de mais um capanga, ele promete que irá caçar as Joias do Infinito pessoalmente.

## Elenco
- Robert Downey Jr. como Tony Stark / Homem de Ferro
- Chris Hemsworth como Thor
- Mark Ruffalo como Bruce Banner / Hulk
- Chris Evans como Steve Rogers / Capitão América
- Scarlett Johansson como Natasha Romanoff / Viúva Negra
- Jeremy Renner como Clint Barton / Gavião Arqueiro
- Elizabeth Olsen como Wanda Maximoff
- Aaron Taylor-Johnson  como  Pietro Maximoff
- James Spader como Ultron
- Paul Bettany como J.A.R.V.I.S / Visão
- Don Cheadle como James Rhodes / Máquina de Combate
- Cobie Smulders como Maria Hill
- Samuel L. Jackson como Nick Fury
- Andy Serkis como Ulysses Klaw
- Anthony Mackie como Sam Wilson / Falcão
- Thomas Kretschmann como Barão von Strucker
- Linda Cardellini como Laura Barton
- Josh Brolin como Thanos
- Isabella Poynton como Lila Barton
- Stellan Skarsgård como Dr. Erik Selvig
- Idris Elba como Heimdall
- Ben Sakamoto como Cooper Barton
- Claudia Kim como Dra. Helen Cho
- Kerry Condon como F.R.I.D.A.Y.
- Henry Goodman como Dr. List
- Hayley Atwell como Peggy Carter

## Produção

### Desenvolvimento
Em outubro de 2011, o produtor Kevin Feige disse durante a New York Comic Con, que "Homem de Ferro 3 será o primeiro filme do que nós chamamos de segunda fase desta saga, que culminará, se Deus quiser, em Os Vingadores 2". Em Março de 2012, Joss Whedon, diretor do primeiro filme, afirmou que ele iria querer uma sequela "menor. Mais pessoal. Mais dolorosa. Sendo a próxima coisa que deve acontecer com esses personagens, e não apenas uma repetição do que trabalhamos na primeira vez. Tendo um tema que é completamente novo". Na estreia de The Avengers, Feige disse que o estúdio tinha como opção, Whedon retornar como diretor. Em maio de 2012, após o sucesso maciço do primeiro filme, o CEO da Disney, Bob Iger, anunciou que a sequela estava em desenvolvimento. A maioria dos membros do elenco do primeiro filme tinha contrato para participar do segundo; porém, Robert Downey Jr. não, visto que seu contrato com a Marvel expirava após Homem de Ferro 3.

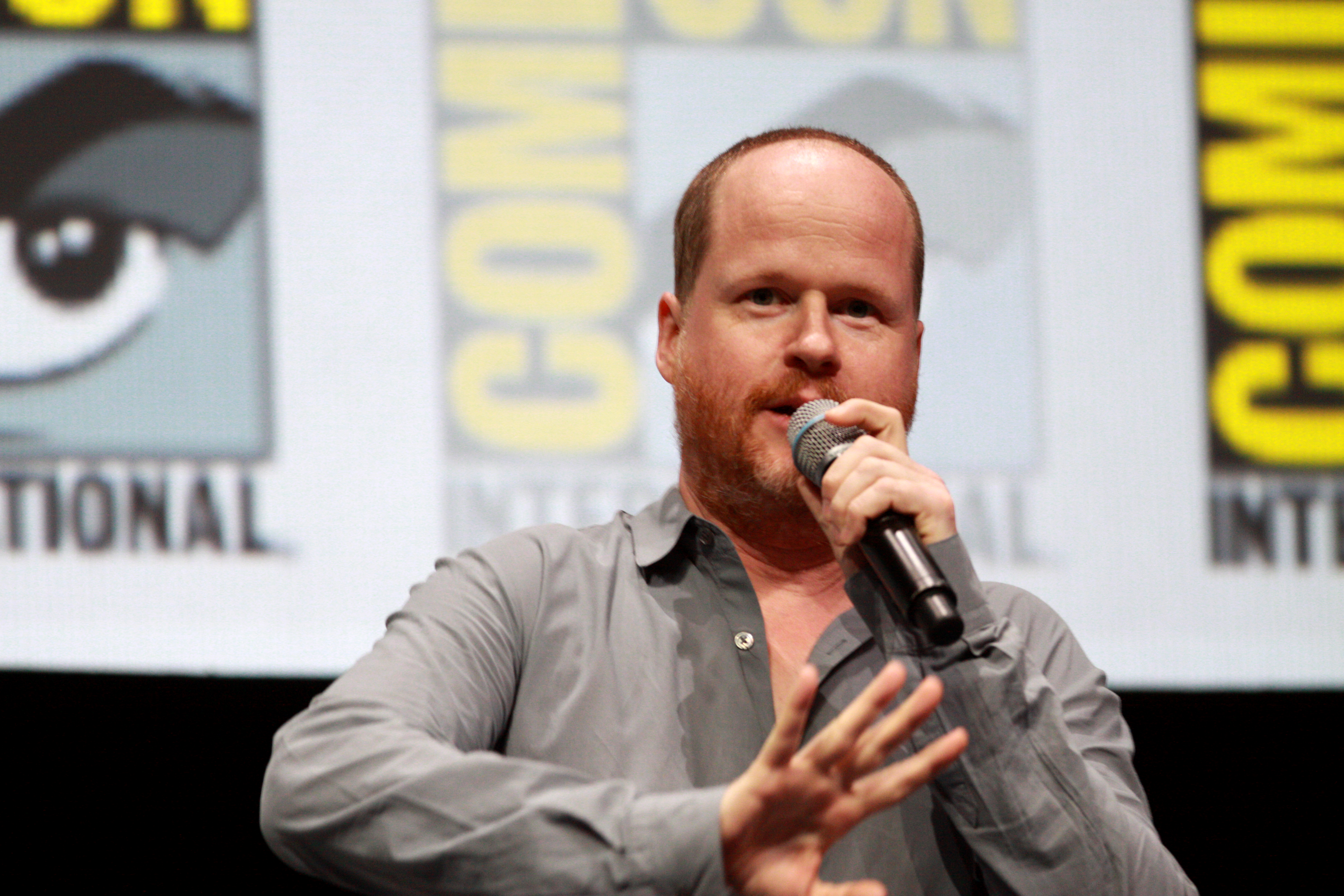
Whedon na Comic-Con 2013

Na San Diego Comic-Con de 2012, Joss Whedon disse que estava indeciso quanto à direção de Os Vingadores 2, afirmando: "Eu não vim aqui para decidir sobre dirigir Avengers 2. Estou me divertindo muito com isso [reunião sobre Firefly] agora." No entanto, em agosto de 2012, Whedon anunciou que voltaria a escrever e dirigir Os Vingadores 2 e que desenvolveria uma série de televisão da Marvel, Agents da S.H.I.E.L.D., para a ABC. Mais tarde, a Disney confirmaria o lançamento do filme para 1° de maio de 2015. Questionado sobre a sua decisão de voltar, Whedon disse que "Vingadores 2 não foi uma decisão difícil. Durante muito tempo, eu pensei, bem, ele simplesmente não vai acontecer. Então, quando eu realmente comecei a considerá-lo, tornou-se muito claro que eu queria desesperadamente dizer mais sobre esses personagens, o que teria sido facilmente um 'não' e acabou sendo um espetacularmente fácil 'sim'. Não houve discussão". Whedon disse que eles pretendiam para a produção do filme, não serem tão apressados como no primeiro. Em dezembro de 2012, em uma entrevista à Entertainment Weekly, Whedon afirmou que havia concluído o primeiro esboço do roteiro do filme.
Em fevereiro de 2013, no Jameson Dublin International Film Festival, Whedon afirmou que a "morte" seria um dos temas do segundo filme. Em março, Whedon disse que tem Star Wars Episode V: The Empire Strikes Back e The Godfather: Part II como inspirações. Também em Março, Mark Ruffalo, que interpretou Hulk em The Avengers, twittou disse que vai reprisar o papel em Os Vingadores 2.
Em agosto de 2013, o Deadline reportou que Chris Evans retornaria a interpretar o Capitão América na sequência após dirigir o seu primeiro filme 1:30 Train.
Na San Diego Comic-Con de 2013, Whedon anunciou que o subtítulo do filme seria Age of Ultron. Entretanto, o enredo não é baseado na minissérie de quadrinhos Age of Ultron. Kevin Feige explicou que eles simplesmente gostaram do título, e o enredo foi inspirado por décadas de arcos de história dos Vingadores.

### Filmagens

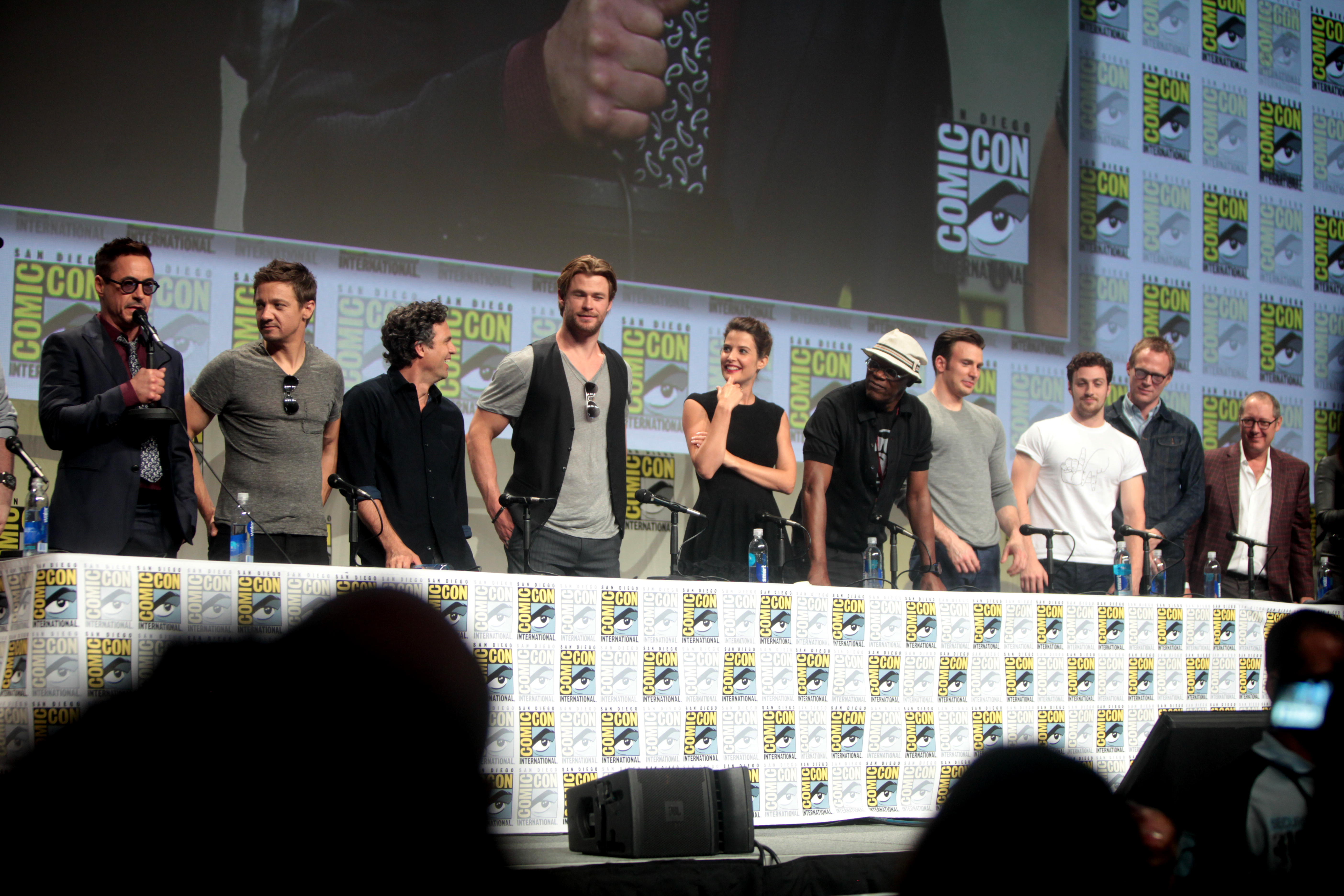
Elenco do Filme na San Diego Comic-Con 2014.

No dia 11 de fevereiro de 2014, as primeiras filmagens começaram em Joanesburgo, na África do Sul, depois de terem sido adiadas por um dia. Segundo jornalistas, estavam presentes na ação apenas equipes de cenografia, sem o elenco principal, e foi possível visualizar placas de fundo, carros destruídos e um grande busto do Hulk, tudo isso no Distrito Comercial Central de Joanesburgo por um período de duas semanas. No começo de março, a fotografia principal começou em Shepperton Studios, em de Londres e está programado para filmar lá por pelo menos quatro meses. As filmagens em Shepperton, bem como em outros locais na Inglaterra permitiram a Whedon obter "diferentes olhares e texturas" para dar ao filme uma nova estética em relação ao seu antecessor. Em 22 de março, a produção mudou-se para Forte di Bard, na Itália e continuou na região do Vale de Aosta até 28 de março. A equipe viajou para Europa Oriental, e lá substituiu letreiros de várias lojas locais com alfabeto cirílico. As filmagens na Coreia do Sul começaram em 30 de março na Ponte Mapo e continuou até 14 de abril em vários locais em Seul. Seul servirá como sede de um instituto de Tecnologia da Informação no filme. Cenas envolvendo o ataque de Ultron em partes da cidade foram vistos no Distrito Gangnam. Em 8 de abril, as filmagens começaram no Hawley Woods, em Hampshire, na Inglaterra. Em meados de abril, Hayley Atwell, que interpretou Peggy Carter nos filmes do Capitão América, estava no set em Ballroom Rivoli em Londres para uma sequência de flashback dos anos 1940. Com um orçamento estimado em US$ 365,5 milhões, é a segunda produção mais cara da história do cinema após Pirates of the Caribbean: On Stranger Tides.

## Lançamento

### Teatral
Em 4 de marco de 2015, se iniciou a pré-venda de ingressos para o filme. A estreia mundial de Avengers: Age of Ultron ocorreu no Teatro Dolby em Hollywood, Los Angeles, em 13 de abril de 2015, e a estreia europeia no Vue West End em Londres em 21 de abril. O filme foi lançado em 1 de maio nos Estados Unidos, em 3D e IMAX 3D,  em 4.276 salas de cinema, incluindo 2.761 salas 3D, 364 IMAX e 143 D-Box. Na Alemanha, diversos cinemas independentes boicotaram o filme em protesto ao aumento da taxa de exibição cobrada pela Disney, que passou de 47,7% para 53% do venda de ingressos. Avengers: Age of Ultron faz parte da Fase Dois do UCM.

### Mídia doméstica
Avengers: Age of Ultron foi lançado em download digital pela Walt Disney Studios Home Entertainment em 8 de setembro de 2015, e nos formatos Blu-ray, Blu-ray 3D, e DVD em 2 de outubro de 2015. Os lançamentos Blu-ray e digital incluem conteúdos extras como behind-the-scenes, comentários em áudio, cenas deletadas e erros de gravação. O filme também faz parte do box set "Marvel Cinematic Universe: Phase Two Collection", que inclui todoso os filmes da Fase Dois do UCM, lançado em 8 de dezembro de 2015. Em julho de 2015, Whedon disse que nao pretenda laçar uma versão de diretor pois, apesar da complexidade do filme, ele estava satisfeito versão teatral. A versão Ultra HD Blu-ray do filme foi lançada em 14 de agosto de 2018.

## Recepção

### Bilheteria
Avengers: Age of Ultron arrecadou 459 milhões de dólares nos Estados Unidos e Canadá e 943,8 de dólares milhões em outros territórios, perfazendo um total mundial de 1,403 bilhão de dólares, tornando-se o quinto filme de maior bilheteria da história na época e a quarta maior bilheteria de 2015. A estreia mundial de Age of Ultron, de  392,5 milhões de dólares, foi a sétima maior de todos os tempos. Na receita doméstica, Estados Unidos e Canadá, atingiu 459 milhões de dólares, ocupando a terceira posição no ano. Detém o título de sétima maior abertura da história no mercado interno com 191,3 milhões de dólares, enquanto mantém a décima primeira colocação na abertura mundial com 392,5 milhões de dólares em seu primeiro fim de semana.A Deadline Hollywood calculou o lucro líquido do filme em 382,32 milhões de dólares, contabilizando orçamentos de produção, marketing, participações de talentos e outros custos; as receitas de bilheteria e as receitas de mídia doméstica colocaram-no em quarto lugar na lista dos "blockbusters mais valiosos" de 2015.
Em 15 de maio de 2015, Age of Ultron se tornou o vigésimo primeiro filme da história cinematográfica e o oitavo filme distribuído pela Disney a ultrapassar a faixa de 1 bilhão de dólares arrecadados nas bilheterias. Avengers: Age of Ultron foi o terceiro filme do Universo Cinematográfico Marvel a atingir a marca do bilhão, se juntando a The Avengers e Iron Man 3, sendo a terceira produção de maior êxito na bilheteria doméstica e a segunda na mundial da franquia até então.

### Crítica
O filme teve recepções favoráveis por parte da crítica especializada. No Rotten Tomatoes, recebeu uma aprovação de 75%, com base em 296 avaliações, com uma classificação média de 6.7/10 sob o seguinte consenso crítico: "Exuberante e de arregalar os olhos, Avengers: Age of Ultron serve como uma sequência recheada, mas principalmente satisfatória, reunindo o elenco pesado de seu antecessor com algumas novas adições e um inimigo digno".No Metacritic, possui a pontuação 66/100, com base em 49 críticos, indicando "críticas geralmente favoráveis". No IMDb, reservado para a avaliação do público, o filme tem uma nota 7,4 de 10, baseada em 369 mil avaliações
Todd McCarthy do The Hollywood Reporter declarou: "Avengers: Age of Ultron consegue a principal prioridade de criar um oponente digno para seus super-heróis e dar a estes últimos algumas coisas novas para fazer, mas desta vez as cenas de ação nem sempre estão à altura". Scott Foundas da Variety escreveu: "Se é assim que a apoteose do entretenimento de marca e de grandes estúdios se tornou em 2015, poderíamos estar fazendo muito pior. Ao contrário de seu personagem-título, Age of Ultron definitivamente tem alma". Escrevendo para o Chicago Sun-Times e dando ao filme três estrelas e meia de quatro, o comentarista de cinema Richard Roeper disse: "Algum dia, um filme dos Vingadores pode desmoronar sob o peso de sua própria grandiosidade. Quero dizer, quantas vezes eles podem salvar o mundo? Mas hoje não é esse dia". Helen O'Hara, da revista Empire, elogiou as interações entre os personagens, os cenários de ação e a habilidade de Whedon como diretor em sua crítica, afirmando que o filme "redefine a escala que podemos esperar de nossos super-heróis".
Por outro lado, Kenneth Turan, do Los Angeles Times, disse: "Embora este filme seja eficaz a cada momento, muito pouco dele permanece na mente depois que ele acaba. Para os padrões atuais de veículos de entretenimento que nos dão uma sensação imediata e gratificação instantânea, Age of Ultron desaparece quase sem deixar vestígios". Manohla Dargis do The New York Times escreveu: "Esses 'Vingadores' nem sempre aparecem da maneira como acontecia no primeiro filme, em parte porque seu vilão não é tão memorável, apesar da ameaça sedosa do Sr. Spader". Assim como o lançamento de Guardiões da Galáxia, o filme recebeu críticas mistas após o seu lançamento na China devido às traduções ruins; as traduções, consideradas muito literais, foram classificadas como "feitas pelo Google Tradutor".

## Sequência
Foi confirmado pela Marvel Studios pouco antes do lançamento do filme, mais duas sequências, uma intitulada Avengers: Infinity War, com lançamento previsto para abril de 2018, e Avengers: Endgame definido para abril de 2019.
A sequência, Avengers: Infinity War, teve suas filmagens iniciadas em janeiro de 2017 e se estenderam até julho do mesmo ano. O CEO da Marvel, Kevin Feige confirmou que os dois próximos filmes dos Vingadores seriam o fim do universo cinematográfico da Marvel como conhecemos.